# Richard Marquand
Richard Marquand, född 22 september 1937 i Cardiff, Wales, död 4 september 1987 i Tunbridge Wells, England, var en brittisk regissör. Han är mest känd för att ha regisserat  Jedins återkomst (1983).

## Karriär
I slutet av 1960-talet började Marquand att skriva och regissera TV-dokumentärer åt BBC. Han  jobbade bland annat med projekt såsom The Search for the Nile (1972). Efter att ha regisserat mindre filmer och serier fick Marquand ansvaret för regin i den sjätte delen av Star Wars, som heter Jedins återkomst (1983). Jedins återkomst är Richard Marquands största projekt och det han troligen är mest känd för. Han hade själv en roll i filmen som AT-ST förare. Det var den enda gången Marquand medverkat i själva filmen och inte bara bakom kameran. Richard Marquand dog den 4 september 1987 av okända orsaker, men vissa tror att han dog av en stroke. Marquand blev 49 år gammal.

## Filmografi (urval)
| År   | Titel                   | Bidrag          | Notering                           |
| ---- | ----------------------- | --------------- | ---------------------------------- |
| 1970 | Edward II               | Regissör        | TV-film                            |
| 1971 | The Search for the Nile | Regissör        | Kort TV-serie                      |
| 1975 | The Purtian Experience  | Regissör, manus | Kortfilm (gjordes två stycken)     |
| 1976 | NBC Special Treat       | Regissör, manus | TV-serie                           |
| 1978 | The Legacy              | Regissör        | Skräckfilm                         |
| 1978 | Birth of the Beatles    | Regissör        | Biografi                           |
| 1981 | Eye of the Needle       | Regissör        | Spionfilm                          |
| 1983 | Jedins återkomst        | Regissör        | Sci-fi. (Var även en AT-ST förare) |
| 1984 | Until September         | Regissör        | Drama                              |
| 1985 | Jagged Edge             | Regissör        | Thriller                           |
| 1987 | Hearts of Fire          | Regissör        | Musik drama                        |